# Mistrzostwa Europy w Lekkoatletyce 2010 – sztafeta 4 × 400 m kobiet
Sztafeta 4 × 400 metrów kobiet – jedna z konkurencji rozegranych podczas lekkoatletycznych mistrzostw Europy na Estadi Olímpic Lluís Companys w Barcelonie.
W konkurencji wystąpiła reprezentacja Polski w składzie: Agata Bednarek, Izabela Kostruba-Rój, Aneta Jakóbczak, Anna Jesień.
Pierwotnie złoty medal zdobyła sztafeta Rosji, lecz została go pozbawiona z powodu dyskwalifikacji Anastasiji Kapaczinskiej, w której organizmie wykryto niedozwolone substancje.

## Terminarz
| Data       | Godzina |            |
| ---------- | ------- | ---------- |
| 31 lipca   | 11:50   | Eliminacje |
| 1 sierpnia | 21:40   | Finał      |

## Rezultaty
| WR - rekord świata \| CR - rekord mistrzostw \| NR - rekord kraju \| AR - rekord kontynentu                    |
| SB - najlepszy wynik w sezonie \| WL - najlepszy tegoroczny wynik na listach światowych \| PB - rekord życiowy |

### Kwalifikacje
| Pozycja | Bieg | Reprezentacja                                                                           | Czas    | Uwagi |
| ------- | ---- | --------------------------------------------------------------------------------------- | ------- | ----- |
| 1       | 2    | Włochy · Chiara Bazzoni · Marta Milani · Maria Enrica Spacca · Libania Grenot           | 3:27,95 | Q     |
| 2       | 1    | Wielka Brytania · Nicola Sanders · Victoria Barr · Marilyn Okoro · Lee McConnell        | 3:28,01 | Q     |
| 3       | 2    | Niemcy · Janin Lindenberg · Esther Cremer · Jill Richards · Claudia Hoffmann            | 3:28,67 | Q     |
| 4       | 1    | Francja · Marie-Angélique Lacordelle · Thélia Sigère · Lætitia Denis · Floria Gueï      | 3:29,25 | Q     |
| 5       | 2    | Rumunia · Angela Moroșanu · Anamaria Ioniță · Bianca Răzor · Mirela Lavric              | 3:29,46 | Q     |
| 6       | 2    | Ukraina · Daryna Prystupa · Julija Krewsun · Natalija Łupu · Anna Titimeć               | 3:29,50 | q     |
| 7       | 2    | Irlandia · Marian Andrews · Joanne Cuddihy · Brona Furlong · Michelle Carey             | 3:30,11 |       |
| 8       | 2    | Czechy · Jana Slaninová · Zuzana Bergrová · Jitka Bartoničková · Denisa Rosolová        | 3:31,91 |       |
| 9       | 1    | Polska · Agata Bednarek · Izabela Kostruba-Rój · Aneta Jakóbczak · Anna Jesień          | 3:35,25 |       |
| 10      | 1    | Belgia · Axelle Dauwens · Elke Bogemans · Wendy Den Haeze · Lindsy Cozijns              | 3:37,56 |       |
| 11      | 2    | Słowenia · Anja Puc · Liona Rebernik · Daša Bajec · Urška Klemen                        | 3:41,72 |       |
| DQ      | 1    | Rosja · Natalja Nazarowa · Ksienija Zadorina · Antonina Kriwoszapka · Ksienija Ustałowa | 3:26,89 | Q     |
| DQ      | 1    | Białoruś · Kaciaryna Miszyna · Alena Kijewicz · Hanna Taszpułatawa · Swiatłana Usowicz  | 3:29,27 | q     |
| DQ      | 1    | Turcja · Özge Gürler · Birsen Engin · Meliz Redif · Pinar Saka                          | 3:33,13 | NR    |

### Finał
| Pozycja | Tor | Reprezentacja                                                                                    | Czas    | Uwagi |
| ------- | --- | ------------------------------------------------------------------------------------------------ | ------- | ----- |
|         | 5   | Niemcy · Fabienne Kohlmann · Esther Cremer · Janin Lindenberg · Claudia Hoffmann                 | 3:24,07 |       |
|         | 6   | Wielka Brytania · Nicola Sanders · Marilyn Okoro · Lee McConnell · Perri Shakes-Drayton          | 3:24,32 |       |
|         | 3   | Włochy · Chiara Bazzoni · Marta Milani · Maria Enrica Spacca · Libania Grenot                    | 3:25,71 |       |
| 4       | 2   | Ukraina · Daryna Prystupa · Anna Titimeć · Alina Łohwyczenko · Antonina Jefremowa                | 3:28,03 |       |
| 5       | 7   | Francja · Marie-Angélique Lacordelle · Muriel Hurtis-Houairi · Thélia Sigère · Virginie Michanol | 3:28,11 |       |
| 6       | 8   | Rumunia · Angela Moroșanu · Anamaria Ioniță · Bianca Răzor · Mirela Lavric                       | 3:29,75 |       |
| DQ      | 4   | Rosja · Anastasija Kapaczinska · Antonina Kriwoszapka · Ksienija Ustałowa · Tatjana Firowa       | 3:21,26 | WL    |
| DQ      | 1   | Białoruś · Kaciaryna Miszyna · Alena Kijewicz · Hanna Taszpułatawa · Swiatłana Usowicz           | 3:28,74 |       |